# Чаусово (Николаевская область)
Чаусово (укр. Чаусове) — село в Первомайском районе Николаевской области Украины, на реке Южный Буг.
Основано в 1700 году. Население по переписи 2001 года составляло 721 человек. Почтовый индекс — 55235. Телефонный код — 5161.

## Местный совет
55234, Николаевская обл., Первомайский р-н, с. Чаусово, ул. Антонова, 4